# Troglodiplura challeni
Espèce
Troglodiplura challeni est une espèce d'araignées mygalomorphes de la famille des Anamidae.

## Distribution
Cette espèce est endémique du Goldfields-Esperance en Australie-Occidentale. Elle se rencontre dans la grotte Old Homestead Cave dans la plaine de Nullarbor.

## Habitat
Cette araignée est troglobie.

## Description
La carapace du mâle holotype mesure 12,8 mm de long sur 10,9 mm et la carapace de la femelle paratype mesure 12,6 mm de long sur 10,6 mm. Cette espèce est anophtalme.

## Étymologie
Cette espèce est nommée en l'honneur de Craig Challen (en).

## Publication originale
- Harvey, Rix, Hillyer & Huey, 2020 : « The systematics and phylogenetic position of the troglobitic Australian spider genus Troglodiplura (Araneae: Mygalomorphae), with a new classification for Anamidae. » Invertebrate Systematics, vol. 34, no 8, p. 799-822.